# Vennes (Liège)
Pour les articles homonymes, voir Vennes.
Vennes est un quartier administratif de la ville de Liège, sur la rive droite de la Meuse, au sud-est du quartier administratif du Centre, modifié en partie lors des travaux de l'exposition universelle de 1905.
En 1877, Adélaïde Coudère et Oscar Englebert installent leur usine dans un bâtiment rue de l'Université. Elle devient le siège social de la Manufacture de Caoutchouc Englebert qui connaît un succès mondial comme entreprise de pneumatique sous le nom Uniroyal Englebert. dans les années 1920, l'usine emploie environ 3 000 ouvriers.